# Saison 2018 de la Ligue canadienne de football
Navigation
2017 2019
2018 est la 61e saison de la Ligue canadienne de football et la 133e saison depuis la fondation de la Canadian Rugby Football Union en 1884.

## Événements
Les changements suivants aux règlements sont approuvés par la ligue pour 2018. La plupart de ces changements ont pour but d'augmenter la sécurité des joueurs :
- Le contact illégal sur un receveur n'est plus sujet à la reprise vidéo ;
- L'officiel de la ligue chargé des reprises vidéo révise automatiquement les « touchés potentiels », soit les jeux où le ballon a pu sembler atteindre la ligne des buts mais l'arbitre n'a pas accordé le touché ;
- L'officiel chargé des reprises vidéo peut, à la suite de la révision d'un jeu, ajuster le temps inscrit au tableau indicateur en fonction du résultat de la reprise vidéo ;
- Les blocs dans l’angle mort d'un adversaire, dans certaines circonstances, sont maintenant illégaux ; le but de cette règle est de prévenir les blessures, surtout à la tête ;
- Les blocs sous la ceinture à l'extérieur de la zone entourant la ligne de mêlée sont maintenant interdits ;
- La définition de l'acte d’utiliser son corps comme une lance (spearing) inclut maintenant toute situation où un joueur utilise sa tête comme point de contact initial ; ceci ne s’applique pas au cas du porteur de ballon qui se place en position basse alors qu’il se prépare à être plaqué ;
- Une faille dans le règlement qui encadre le jeu du joueur caché est éliminée. Ainsi, un joueur qui entre sur le terrain et demeure à l’extérieur des marques de distance ne pourra pas recevoir le ballon, peu importe la manière, incluant sur un botté ou une latérale ;
- La règle définissant une passe légale effectuée par le quart-arrière est simplifiée : elle spécifie dorénavant que le passeur doit avoir au moins un pied derrière la ligne de mêlée plutôt que ce soit le point de relâche du ballon qui détermine la légalité de la passe ;
- Une exception au règlement portant sur les passes captées est éliminée : un receveur qui capte une passe doit toujours mettre au moins un pied à l’intérieur du terrain, même si un adversaire le force à terminer son attrapé hors des limites du terrain, alors qu'il est toujours dans les airs ;
- La pénalité pour pousser vers le haut un coéquipier afin de bloquer un botté passera de cinq à dix verges (yards en Europe), dans le but d’éliminer cette pratique.

## Classements
| Clt   | Équipe                 | PJ | V  | D  | N | BP  | BC  | Pts |
| ----- | ---------------------- | -- | -- | -- | - | --- | --- | --- |
| +001, | Rouge et Noir d'Ottawa | 18 | 11 | 7  | 0 | 464 | 420 | 22  |
| +002, | Tiger-Cats de Hamilton | 18 | 8  | 10 | 0 | 513 | 456 | 16  |
| +003, | Alouettes de Montréal  | 18 | 5  | 13 | 0 | 345 | 512 | 10  |
| +004, | Argonauts de Toronto   | 18 | 4  | 14 | 0 | 369 | 560 | 8   |

| Clt   | Équipe                           | PJ | V  | D | N | BP  | BC  | Pts |
| ----- | -------------------------------- | -- | -- | - | - | --- | --- | --- |
| +001, | Stampeders de Calgary            | 18 | 13 | 5 | 0 | 522 | 363 | 26  |
| +002, | Roughriders de la Saskatchewan   | 18 | 12 | 6 | 0 | 450 | 444 | 24  |
| +003, | Blue Bombers de Winnipeg         | 18 | 10 | 8 | 0 | 550 | 419 | 20  |
| +004, | Lions de la Colombie-Britannique | 18 | 9  | 9 | 0 | 423 | 473 | 18  |
| +004, | Eskimos d'Edmonton               | 18 | 9  | 9 | 0 | 482 | 471 | 18  |

## Séries éliminatoires

### Demi-finale de la division Ouest
- 11 novembre : Blue Bombers de Winnipeg 23 - Roughriders de la Saskatchewan 18

### Finale de la division Ouest
- 18 novembre : Blue Bombers de Winnipeg 14 - Stampeders de Calgary 22

### Demi-finale de la division Est
- 11 novembre : Lions de la Colombie-Britannique 8 - Tiger-Cats de Hamilton 48

### Finale de la division Est
- 18 novembre : Tiger-Cats de Hamilton 27 - Rouge et Noir d'Ottawa 46

### 106ecoupe Grey
- 25 novembre : Les Stampeders de Calgary gagnent 27-16 contre le Rouge et Noir d'Ottawa au stade du Commonwealth à Edmonton (Alberta).

## Honneurs individuels
- Joueur par excellence : Bo Levi Mitchell (QA), Stampeders de Calgary
- Joueur défensif par excellence : Adam Bighill (en) (SEC), Blue Bombers de Winnipeg
- Joueur canadien par excellence : Brad Sinopoli (en) (RÉ), Rouge et Noir d'Ottawa
- Joueur de ligne offensive par excellence : Stanley Bryant (en) (BL), Blue Bombers de Winnipeg
- Recrue par excellence : Lewis Ward (en) (B), Rouge et Noir d'Ottawa
- Joueur des unités spéciales par excellence : Lewis Ward (B), Rouge et Noir d'Ottawa